# Greater Sun Center

Le comté de Hillsborough (Greater Sun Center) sur la carte de la Floride.

Greater Sun Center, plus connu sous le nom de Sun City Center, est une localité du comté de Hillsborough en Floride, aux États-Unis. Selon le recenThonotosassasement de 2000, elle comptait 16 321 habitants.

## Démographie
| 1970  | 1980  | 1990  | 2000   | 2010   | - |
| ----- | ----- | ----- | ------ | ------ | - |
| 2 143 | 5 605 | 8 326 | 16 321 | 19 258 | - |